# جورج پروست
جورج پروست (انگلیسی: George Prévost; ۱۹ مهٔ ۱۷۶۷ – ۵ ژانویهٔ ۱۸۱۶) نظامی و سیاست‌مدار اهل پادشاهی متحد بریتانیای کبیر و ایرلند بود.